# Ни минуты покоя
«Ни минуты покоя» (фр. Une heure de tranquillité, букв. — «Час спокойствия») — французская кинокомедия 2014 года режиссёра Патриса Леконта, снятая по одноимённой пьесе Флориана Зеллера 2013 года. Главные роли исполнили Кристиан Клавье, Кароль Буке, Росси де Пальма и Валери Боннетон.

## Сюжет
Однажды в субботу, случайно прогуливаясь по рядам блошиного рынка, Мишель, дантист и любитель джаза, находит пластинку «Me, myself and I», дебютный альбом Нила Юарта, редкий альбом, который он долго искал. Но пока он хочет спокойно послушать его в своей гостиной, весь мир, кажется, объединился против него: Натали, его жена выбирает именно этот момент, чтобы сделать неожиданное признание, его сын неожиданно наведывается в гости, рабочие начали ремонт в одной из комнат, его любовница решает все рассказать его жене, а его мать не перестаёт звонить ему на мобильный… Не говоря уже о том, что в этот день отмечается знаменитый день соседей… Мишель готов на всё, чтобы обрести покой.

## В ролях
- Кристиан Клавье — Мишель Лепру
- Кароль Буке — Натали Лепру, жена Мишеля
- Росси де Пальма — Мария, горничная
- Валери Боннетон — Эльза, любовница Мишеля
- Стефан Де Гродт[фр.] — Поль, сосед
- Себастьен Кастро[фр.] — Себастьен Лепру, сын Мишеля и Натали
- Арно Анриэ[фр.] — Лео, рабочий
- Кристиан Шарметан[фр.] — Пьер
- Жан-Пьер Марьель — отец Мишеля

## Отзывы критиков
Фильм получил средние отзывы критиков. На французском сайте-агрегаторе AlloCiné он имеет оценку три звезды из пяти на основании семи профессиональных рецензий.